# Centropyge multicolor
Centropyge multicolor е вид бодлоперка от семейство Pomacanthidae. Видът не е застрашен от изчезване.

## Разпространение
Разпространен е в Американска Самоа, Вануату, Гуам, Кирибати (Гилбъртови острови), Маршалови острови, Микронезия, Науру, Ниуе, Острови Кук, Палау, Самоа, Северни Мариански острови, Соломонови острови, Токелау, Тонга, Тувалу, Уолис и Футуна, Фиджи и Френска Полинезия (Дружествени острови).